# Galeria Dworcowa Głogów
Galeria Dworcowa - kompleks handlowo-usługowy, zlokalizowany w centrum Głogowa. Całkowity koszt inwestycji wyniósł ok. 10 mln PLN. Powierzchnia galerii wynosi ponad 2 tys. m². Składa się na nią część handlowa na której zlokalizowane zostało ok. 10 butików, supermarket Stokrotka, oddział BS Przemków, apteka dr Max, dworzec autobusowy. Posiada odkryty parking.
Rozpoczęcie budowy i oddanie obiektu do użytku miało miejsce w 2005 roku.

## Położenie
Galeria Dworcowa położona jest w centrum miasta, oddalona kilkaset metrów od głównego dworca kolejowego. Galeria położona jest wśród zabudowy mieszkalno-usługowej.